# Нижняя Кица
Нижняя Кица — сельский населённый пункт в Березниковском сельском поселении Виноградовского района Архангельской области (до 1 июня 2021 года городском).

## География
Нижняя Кица находится в нижнем течении реки Ваги, на правом её берегу. Напротив неё, на левом берегу Ваги, находится посёлок Важский, а выше по течению — Верхняя Кица.

## История
В 1920 году Кицко-Воскресенская волость была в третьем судебном участке Шенкурского уезда. В 1924 году Кицкая волость была упразднена, а Нижняя Кица вошла в состав Шеговарской волости. С 2006 года — в МО «Кицкое».

## Население
| 2002 | 2010 | 2012 |
| ---- | ---- | ---- |
| 82   | ↘0   | ↗37  |

Население Нижней Кицы — 55 человек, из них 16 пенсионеров (2009 г.). В 1888 году в деревне Устьяновская было 114 человек. В 1905 году в Нижней Кице было 170 человек (87 муж. и 83 жен.).

## Этимология
Считается, что в древности на этой земле проживала чудская семья Кичизеров, а обжитое место они называли Кича. У поселившихся здесь новгородцев, название трансформировалось в Кица.

### Карты
- Топографическая карта P-38-39,50. (Лист Важский)
- Нижняя Кица на Wikimapia
- Нижняя Кица. Публичная кадастровая карта